# Plagideicta batesoni
Plagideicta batesoni är en fjärilsart som beskrevs av Holloway 1976. Plagideicta batesoni ingår i släktet Plagideicta och familjen nattflyn. Inga underarter finns listade i Catalogue of Life.